# Pachakamaq
Pachakamaq [Pačakamak] (tudi Pacha Kamaq, kečuansko: Stvarnik sveta, špansko: Pachacamac) je v inkovski mitologiji stvarnik prvih ljudi.